# Ragnar
Ragnar ist eine skandinavische Form des männlichen Vornamens Rainer.

## Verbreitung
Der Name kommt in Deutschland seit 2007 fast jährlich in der Namensgebung vor. In den letzten 10 Jahren wurde er etwa 1.500 Mal vergeben. In der Schweiz ist der Name selten anzutreffen, in den letzten 10 Jahren wurde er rund 30 Mal gewählt. Der Name kommt in Österreich seit 2002 in der Namensgebung vor und wird seit 2013 regelmäßig vergeben.
In den nordischen Ländern Norwegen und Schweden ist Ragnar ein geläufiger Vorname. Der Name befand sich in Norwegen von 1945 bis 1961 in den Top-100 der Hitlisten. In Island und den Färöer-Inseln gehört er seit der Jahrtausendwende zu den Top-100. In Island kommt der Name seit den 2010er Jahren hin und wieder in den Top-50 vor. Dahingegen gilt er in Dänemark als nur mäßig beliebt.
In den Niederlanden wird der Name seit den frühen 1930er Jahren bei der Namenswahl berücksichtigt, jedoch ist er nur mäßig beliebt. Von 1930 bis 2023 wurden circa 420 Jungen so genannt. Der Name kommt in Belgien und Frankreich seit 2015 fast jedes Jahr in den Vornamenscharts vor. Seitdem wurde er etwa 70 bzw. 50 Mal vergeben. In Polen befindet sich der Name seit 2013 jedes Jahr in den Hitlisten und wurde circa 90 Mal gewählt. Die Vergabe ist auch in Liechtenstein, England, Schottland, Nordirland, Kanada und den USA nachgewiesen.

## Varianten
- Ragnarr (altnordisch)
- Ragnar (dänisch, färöisch, isländisch, norwegisch, schwedisch)
- Ragner (dänisch)
- Regnar (dänisch)
- Regner (dänisch, schwedisch)
- Raknar (finnisch, isländisch)
- Raknari (finnisch)
- Raknu (finnisch)
- Rávdnár (samisch)
- Ragge (schwedisch)

Quelle:

## Namensträger

### Ragnar
- Ragnar Ache (* 1998), deutscher Fußballspieler
- Ragnar Arnalds (1938–2022), isländischer Politiker und Autor
- Ragnar Axelsson (* 1958), isländischer Fotograf
- Ragnar Eiríksson (* 1979), isländischer Spitzenkoch
- Ragnar Fjørtoft (1913–1998), norwegischer Meteorologe
- Ragnar Anton Kittil Frisch (1895–1973), norwegischer Ökonom
- Ragnar Granit (1900–1991), finnisch-schwedischer Neurophysiologe
- Ragnar Grippe (* 1951), schwedischer Musiker und Komponist für elektronische und klassische Musik
- Ragnar Gustavsson (1907–1980), schwedischer Fußballspieler
- Ragnar Hayn (* 1978), deutscher Geigenbauer
- Ragnar Hoen (1940–2019), norwegischer Schachspieler
- Ragnar Hult (1857–1899), finnischer Vegetationskundler, Geograph und Hochschullehrer
- Ragnar Jändel (1895–1939), schwedischer Schriftsteller und Lyriker
- Ragnar Jóhannsson (* 1990), isländischer Handballspieler
- Ragnar Jónasson (* 1976), isländischer Schriftsteller und Jurist
- Ragnar Kinzelbach (* 1941), deutscher Professor emeritus für Biologie und Ökologie
- Ragnar Kjartansson (Bildhauer) (1923–1988), isländischer Bildhauer und Keramiker
- Ragnar Kjartansson (Künstler) (* 1976), isländischer Performancekünstler, Maler, Bildhauer und Musiker
- Ragnar Klavan (* 1985), estnischer Fußballspieler
- Ragnar Lodbrok, legendärer Wikingeranführer und Held einer Isländersaga
- Ragnar Lundberg (1924–2011), schwedischer Leichtathlet
- Ragnar Malm (1893–1958), schwedischer Radrennfahrer
- Ragnar Nurkse (1907–1959), estnischer, später in den USA lebender Wirtschaftswissenschaftler
- Ragnar Óskarsson (* 1978), isländischer Handballspieler und -trainer
- Ragnar Östberg (1866–1945), schwedischer Architekt und Hochschullehrer
- Ragnar Persenius (* 1952), schwedischer Geistlicher, Bischof in Uppsala
- Ragnar Rylander (1935–2016), schwedischer Mediziner
- Ragnar Sigurðsson (* 1986), isländischer Fußballspieler
- Ragnar Skanåker (* 1934), schwedischer Sportschütze
- Ragnar Sohlman (1870–1948), schwedischer Chemieingenieur
- Ragnar Stare (1884–1964), schwedischer Sportschütze
- Ragnar Sunnqvist (1908–1954), schwedischer Motorradrennfahrer
- Ragnar Sveinsson (* 1994), isländischer Fußballspieler
- Ragnar Svensson (* 1934), schwedischer Ringer
- Ragnar Tessloff (1921–2009), deutscher Verleger
- Ragnar Thorseth (* 1948), norwegischer Abenteurer und Schriftsteller
- Ragnar Tørnquist (* 1970), norwegischer Computerspiel-Designer und -Autor
- Ragnar Tveiten (* 1938), norwegischer Biathlet
- Ragnar Wicksell (1892–1974), schwedischer Fußballspieler

Zwischenname
- Magnus Ragnar Bruzelius (1832–1902), schwedischer Arzt und Biologe
- Berge Ragnar Furre (1937–2016), norwegischer Politiker, Historiker und Theologe
- Ólafur Ragnar Grímsson (* 1943), isländischer Politiker, Präsident ab 1996
- Andreas Ragnar Kassapis (* 1981), griechischer Maler
- Reino Ragnar Lehto (1898–1966), finnischer Politiker
- Erik Ragnar Svensson (1910–1973), schwedisch-spanischer Botaniker

### Regnar
- Regnar Bentzen (1869–1950), dänischer Arzt
- Regnar Stephensen (1866–1902), dänischer Inspektor von Grönland

### Regner(us)
- Regner Badenhausen (1610–1686), deutscher Jurist
- Regnerus Engelhard (1717–1777), hessischer Beamter, Autor und Topograf
- Regner Sixtinus (1543–1617), friesischer Jurist
- Regnerus van Mansveld (1639–1671), niederländischer Philosoph

## Weiteres
- Martti Ragnar, ein 1939 versenktes Frachtdampfschiff aus Finnland